# 串原村立本郷中学校
串原村立本郷中学校（くしはらそんりつ　ほんごうちゅうがっこう）は、かつて岐阜県恵那郡串原村（現・恵那市）に存在した公立中学校。

## 概要
- 恵那郡串原村の西部が校区であった。本郷小学校に併設され、本郷小中学校とも称した。
- 1947年から1948年までは「串原村立串原中学校」と称していた。現在の恵那市立串原中学校は本郷中学校と串原村立串原中学校〈旧〉を統合し、新設された中学校である。本郷は串原村の中心地の通称に由来する。

## 沿革
- 1947年（昭和22年）4月1日 - 串原村立串原中学校〈初代〉として開校。本郷小学校に併設。串原小学校〈旧〉[注釈 2]に相走分校を設置。
- 1948年（昭和23年）
  - 4月 - 串原村立串原第一中学校に改称する。相走分校が串原第二中学校として独立する。中沢地区[注釈 3]を静波村の明知町静波村学校組合立恵南中学校東方分校に委託する。
  - 6月 - 串原村立本郷中学校に改称する[注釈 4]
- 1949年（昭和24年）1月 - 新校舎が完成。
- 1963年（昭和38年）4月 - 中沢地区の明智町立東方中学校への委託を解消。
- 1970年（昭和45年）4月 - 串原中学校〈2代目〉と統合し、串原中学校の新設により廃校。旧・本郷中学校は串原中学校本郷分教室となる。
- 1971年（昭和46年）3月 - 本郷分教室を廃止。